# Lautaro Bugatto
Lautaro Bugatto (* 4. Juni 1991; † 6. Mai 2012) war ein argentinischer Fußballspieler.

## Sportlicher Werdegang
Bugatto entstammte der Jugend des CA Banfield. 2009 rückte er in den Profikader des Klubs auf, der im selben Jahr in der Apertura 2009 den Meistertitel der Primera División gewann. Im selben Jahr spielte er zudem für die argentinische U-20-Auswahlmannschaft. Nachdem Bugatto sich nicht in der ersten Mannschaft hatte durchsetzen können, verlieh ihn der Klub 2012 an den seinerzeitigen Drittligisten Tristán Suárez.
Am Morgen des 6. Mai wurde Bugatto erschossen, dabei war zunächst von einem Raubüberfall und einer Schießerei zwischen Polizei und Räubern die Rede. Später wurde ein Polizist zu 14 Jahren Haft verurteilt, da er unter der Falschannahme eines Raubüberfalls in Bugattos Haus das Feuer auf den Besitzer eröffnet hatte. Bugatto hinterließ eine Tochter, die bei seinem Tod zwei Jahre alt war.